# Helga Feddersen
Helga Feddersen (Amburgo, 14 marzo 1930 – Amburgo, 24 novembre 1990) è stata un'attrice, sceneggiatrice, cantante e conduttrice televisiva tedesca.
Soprannominata la "comica" nazionale, era nota per i suoi ruoli teatrali e televisivi. A lei sono intitolate due vie, una ad Amburgo e una a Stoccarda.

## Biografia

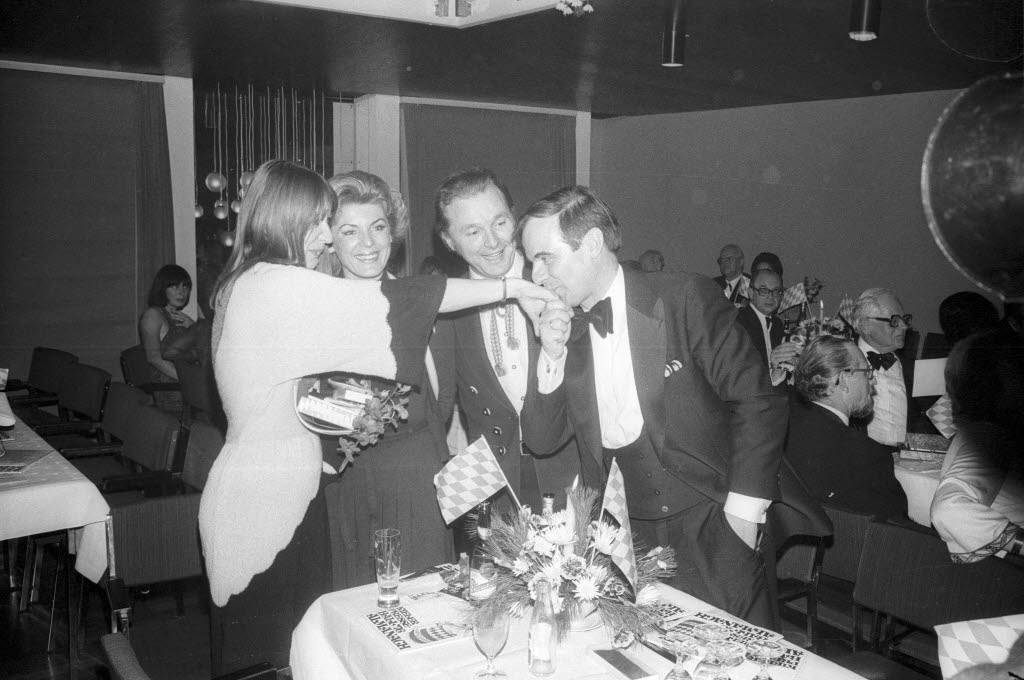
Helga Feddersen assieme al ministro della giustizia bavarese Karl Hillermeier nel 1976

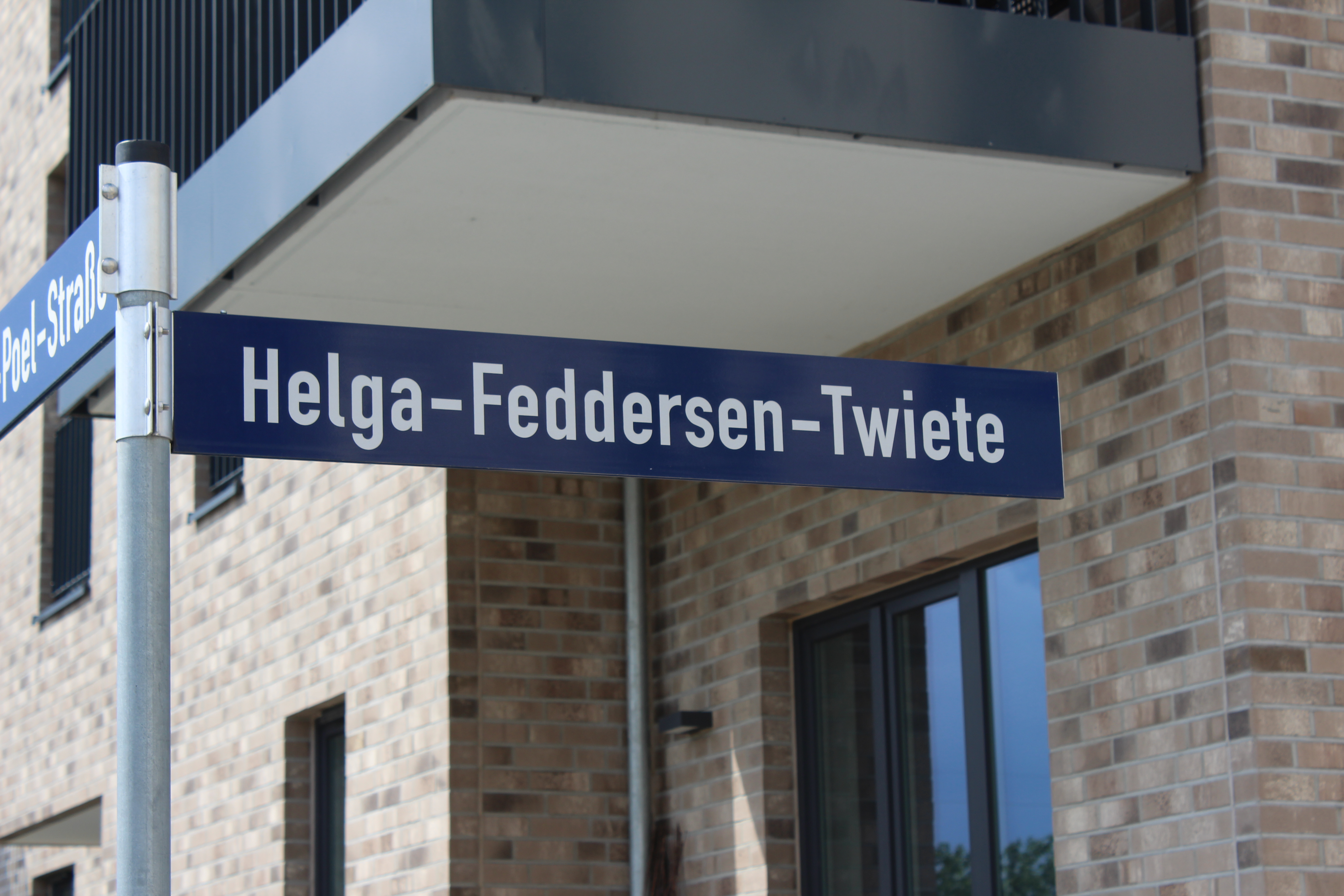
Strada intitolata a Helga Feddersen ad Altona (Amburgo)

Helga Feddersen nasce ad Amburgo il 14 marzo 1930.
Dopo aver studiato recitazione con Eduard Marks, a 19 anni fa il proprio debutto in un teatro privato della città natale, il Theater im Zimmer.
Nel 1955 le viene diagnosticato un tumore della ghiandola parotide: il tumore le viene asportato, ma in seguito all'operazione l'attrice riporta dei danni che le causano una perenne paralisi periferica del nervo facciale.
Torna al lavoro dopo due anni, diventando assistente alla regia per l'emittente televisiva NDR.
In seguito, nel 1966, viene ingaggiata dal Deutsches Schauspielhaus, dove si esibisce nella commedia di Marc Camoletti Die Perle Anna.
Dal 1972 al 1976 è protagonista, assieme a Uwe Dallmeier e Dieter Hallervorden della serie televisiva Abramakabra. Nel 1976, è poi nel cast principale della serie televisiva Ein Herz und eine Seele, dove a partire dalla seconda stagione interpreta il ruolo di Else Tetzlaff, in sostituzione dell'attrice Elisabeth Weidemann.
Dal 1976 al 1980 conduce assieme a Frank Zander il programma televisivo comico e musicale Plattenküche, trasmesso dall'emittente WDR.
Nel frattempo, nel 1978 incide in duetto con Dieter Hallervorden il singolo Du, die Wanne ist voll, una parodia del brano, tratto dal musical Grease, You're the One That I Want, che raggiunge la Top Ten delle classifiche in Germania.
Nel 1983, fonda ad Amburgo, assieme al compagnoo Olli Maier, il Theater am Holstenwall. Nel teatro da lei fondata, l'attrice è per circa 400 volte interprete della commedia Die Perle Anna.
Nel 1984, Helga Feddersen è protagonista nel ruolo di Helga, della serie televisiva da lei stessa ideata Helga und die Nordlichter, che viene trasmessa dall'emittente ZDF.
Nel 1990, riceve la proposta di un ruolo fisso nella serie televisiva 14º Distretto (Großstadtriever), ma nel giugno dello stesso anno si deve sottoporre a un intervento chirurgico per l'asportazione di un tumore La malattia è però già in uno stadio avanzato e Helga Feddersen muore ad Amburgo il 24 novembre 1990, all'età di 60 anni.
Per volere del marito Olli Maier, viene sepolta nel cimitero di Stoccarda, città natale di quest'ultimo.

## Filmografia parziale

### Attrice

#### Cinema
- Professor Nachtfalter, regia di Rolf Meyer (1951)
- Ma Costanza si porta bene? (Finden Sie, daß Constanze sich richtig verhält?), regia di Rolf Meyer (1962)
- Wer einmal in das Posthorn stößt, regia di Gerhard Hartig (1973)
- Der Lord von Barmbeck, regia di Ottokar Runze (1974)
- Die Rache der Ostfriesen, regia di Walter Boos (1974)
- Die sündige Kleinstadt, regia di Reiner Brönneke (1975)
- Lola, regia di Rainer Werner Fassbinder (1981)
- Sunshine Reggae a Ibiza isola arraposa (Sunshine Reggae auf Ibiza), regia di Franz Marischka (1983)

#### Televisione
- Vier Stunden von Elbe 1 - film TV (1968)
- Otto ore non sono un giorno (Acht Stunden sind kein Tag) - miniserie TV (1972)
- Abramakabra - serie TV, 10 episodi (1972-1976)
- Ein Herz und eine Seele - serie TV, 4 episodi (1976)
- St. Pauli-Landungsbrücken - episodio 01x06 (1979)
- Spaß beiseite - Herbert kommt! - serie TV, 5 episodi (1979-1981)
- Kümo Henriette - serie TV, 13 episodi (1979-1982)
- Onkel & Co - serie TV, episodio 01x01 (1981)
- Helga und die Nordlichter - serie TV, 13 episodi (1984)

### Sceneggiatrice
- Vier Stunden von Elbe 1 - film TV (1968)Bi
- Kapitän Harmsen - serie TV (1969)
- Im Fahrwasser - film TV (1971)Bi ck von hinten oder Wir schließen nie
- Kümo Henriette - serie TV, 28 episodi (1979-1982)
- Helga und die Nordlichter - serie TV, 13 episodi (1984)

## Teatro (lista parziale)
- Die Perle Anna

## Programmi televisivi
- 1976 - 1980 Plattenküche  (co-conduttrice)

## Discografia

### Album
- 1975 - Helga Feddersen singt und spricht
- 1979 - An de Eck...  (con Mike Krüger)

### Singoli
- 1975 - Ach mach doch mal die Lampe aus/5 Minuten lachen ersetzt ein Ei (Theoderich)
- 1977 - Goldschatz (con Mike Krüger)
- 1978 - Du, die Wanne ist voll (You’re the One That I Want)/Disco Dussl (con Dieter Hallervorden)
- 1979 - In Bauermanns Bierkeller/Tango-Bertl
- 1979 - Auszieh'n/Tüddelband (con der Old Merry Tale Jazzband)
- 1981 - Gib mir bitte einen Kuß (Dance little Bird)'/Ich mag so gerne Dicke
- 1982 -  'ne Schönheit, Chéri, war ich nie (Halé, Hey Louise)/Hans, lach doch mal con mir
- 1982 - Katzen-Polka (Dance Little Cat)/Schweinetango
- 1983 - Ich zähl’ jede Stunde ohne dich/Es klingelt schon wieder (con Olli Maier)
- 1984 - Herr Schulze/Schulzes Breakdance (Instrumental)
- 1989 - Die Lambada-Anstalt/Lärmbada (con Olli Maier)